# Bobby Locke
Bobby Locke, Arthur D'Arcy "Bobby" Locke, né le 20 novembre 1917 à Germiston, décédé le 9 mars 1987 à Johannesbourg, était un golfeur sud-africain.

## Biographie
Il participe à son premier Open britannique, en tant qu'amateur, à seulement 18 ans. Passé professionnel deux années plus tard, il accumule les victoires sur le circuit sud-africain devenu depuis le Sunshine Tour. Cependant, sa carrière de golfeur est mis en parenthèse en raison de la Seconde Guerre mondiale, guerre où il occupe un poste dans la Force aérienne sud-africaine.
Après cette guerre, il renoue avec le golf grâce à une série de rencontres l'opposant à un des meilleurs joueurs américains Sam Snead. Il remporte 12 des 14 rencontres les opposant et Snead, impressionné par son talent, lui permet de faire ses preuves dans le PGA Tour.
Sa carrière sur ce circuit se solde par de nombreux succès : durant l'année 1947, il remporte six tournois, dont quatre dans une période de cinq semaines, ce qui lui permet de terminer second au classement des gains. Sa carrière sur le circuit américain se termine en 1949 : il est banni jusqu'en 1951 pour un conflit. Mais la principale raison de ce bannissement est l'hostilité croissante des joueurs du circuit américain. Locke décida de ne pas retourner sur le circuit américain à la fin de sa période de bannissement. Durant sa présence sur le circuit américain, il aura remporté 11 victoires, terminant dans le Top 3 à 30 reprises pour 59 tournois disputés.
Il continue sa carrière en Europe et en Afrique. Il remporte quatre victoires dans l'Open britannique.
Un accident de la circulation, dont les séquelles sont des migraines et des problèmes d'acuité visuelle, le contraint à mettre un terme à sa carrière sportive en 1959.

## Palmarès

### Majeurs
- Open britannique 1949, 1950, 1952, 1957

### PGA Tour
- 1947 (6) Canadian Open, Houston Open, Philadelphia Inquirer Open, All American Open, Columbus Open, Goodall Round Robin
- 1948 (2) Phoenix Open, Chicago Victory Open
- 1949 (3) Cavalier Invitational, Goodall Round Robin, Open britannique
- 1950 (2) All American Open, Open britannique
- 1952 (1) Open britannique
- 1957 (1) Open britannique

### Autres victoires
- 1931 South Africa Boys
- 1935 South African Open, South Africa Amateur, Natal Open, Natal Amateur, Transvaal Amateur
- 1936 Natal Open, Natal Amateur, Lucifer Empire Trophy
- 1937 South African Open, South Africa Amateur, Transvaal Amateur, Orange Free State Amateur
- 1938 South African Open, Irish Open, New Zealand Open, South Africa Professional, Transvaal Open
- 1939 South African Open, Dutch Open, South Africa Professional, Transvaal Open
- 1940 South African Open, Transvaal Open, South Africa Professional
- 1946 South African Open, South Africa Professional, Transvaal Open, Yorkshire Evening News, Masters britannique, Brand Lochryn Tournament
- 1947 Carolinas Open, Carolinas PGA Championship
- 1948 Carolinas Open
- 1949 Transvaal Open
- 1950 South African Open, South Africa Professional, Transvaal Open, Dunlop Tournament, Spalding Tournament, North British Tournament
- 1951 South African Open, Transvaal Open, South Africa Professional
- 1952 Open de France, Mexican Open, Lotus Tournament, Carolinas Open
- 1953 Open de France, Natal Open
- 1954 Egyptian Open, German Open, Swiss Open, Dunlop Tournament, Masters britannique, Egyptian Match Play, Transvaal Open, Swallow-Harrogate Tournament
- 1955 Australian Open, Transvaal Open, South African Open, South Africa Professional
- 1957 Daks Tournament, Bowmaker Amateur-Professional
- 1958 Transvaal Open
- 1959 New Hampshire Open